# Kornhofen
Kornhofen ist ein Ortsteil des Marktes Bad Grönenbach im Landkreis Unterallgäu in Bayern.

## Geografie

### Lage
Der Weiler liegt etwa drei Kilometer südlich von Bad Grönenbach. Im Südwesten grenzt es an das Dorf Herbisried, im Süden an Gmeinschwenden, weiter in Richtung Osten an Hueb, Seefeld und das Dorf Ziegelberg.
Eine Verbindungsstraße führt zur westlich verlaufenden Kreisstraße MN 24.

### Geologie
Kornhofen liegt auf einer Jungmoräne mit Endmoränenzügen der Würmeiszeit des Pleistozäns. Der Untergrund enthält zum Teil Vorstoßschotter und Kies, sowie Sand, Ton und Schluff.

## Geschichte
Kornhofen wurde zum ersten Mal 1512 genannt. Entstanden ist der Weiler durch eine Rodungssiedlung im 11./12. Jahrhundert.

## Baudenkmäler

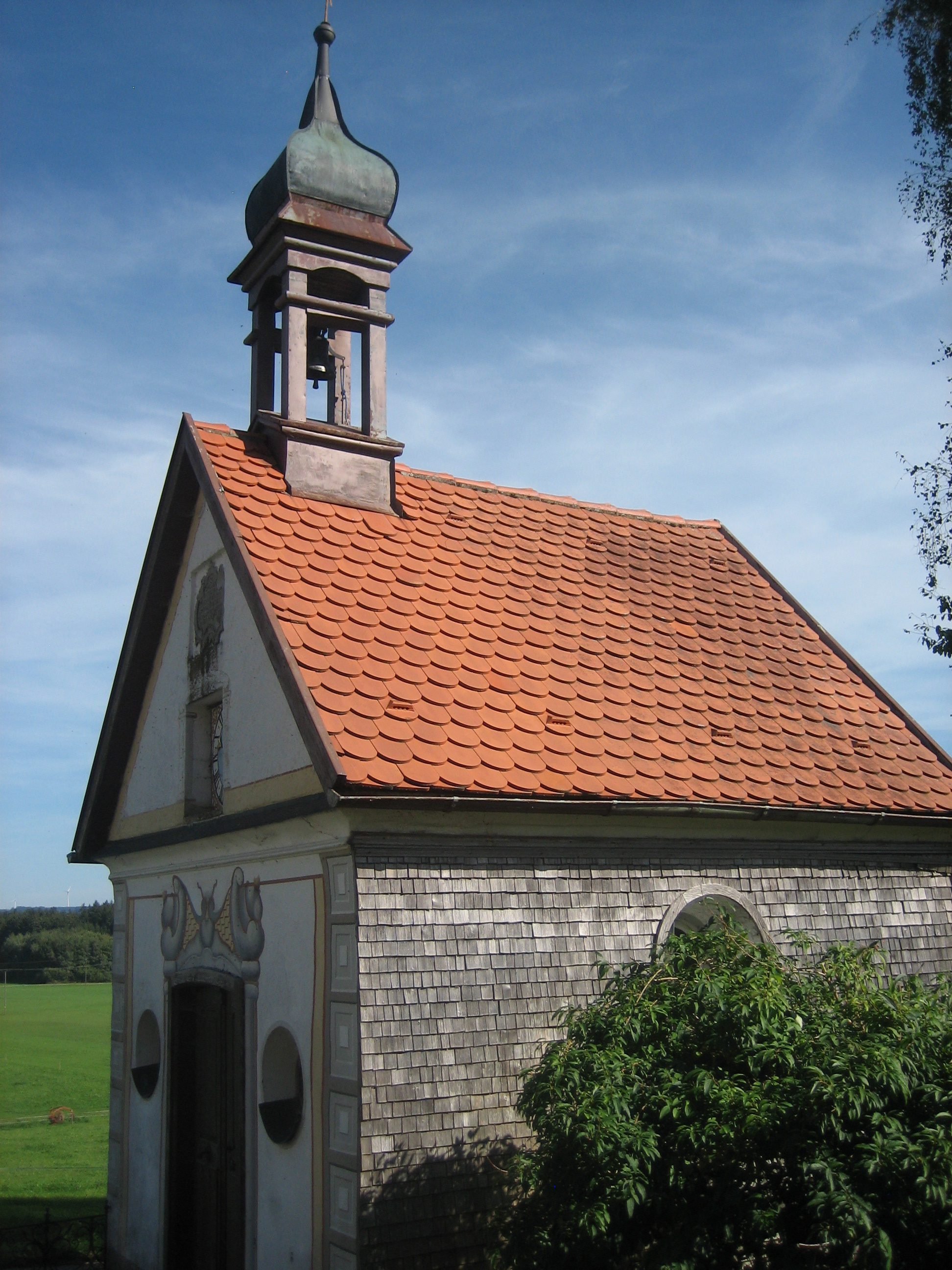
Kapelle St. Anna in Kornhofen

In dem Ort steht die denkmalgeschützte Kapelle St. Anna aus dem Jahre 1772. Erbaut wurde sie vom kemptischen Baumeister Franz Benedict Stark. Die Kapelle ist mit einem Satteldach gedeckt und besitzt einen halbrunden Chorschluss. Der Dachreiter über dem nördlichen Giebel hat eine geschwungene Haube.